# ميخائيل شون ماهوني
ميخائيل شون ماهوني (بالإنجليزية: Michael Sean Mahoney)‏ هو رياضياتي أمريكي، ولد في 30 يونيو 1939 في نيويورك في الولايات المتحدة، وتوفي في 23 يوليو 2008.